# Station radio mobile

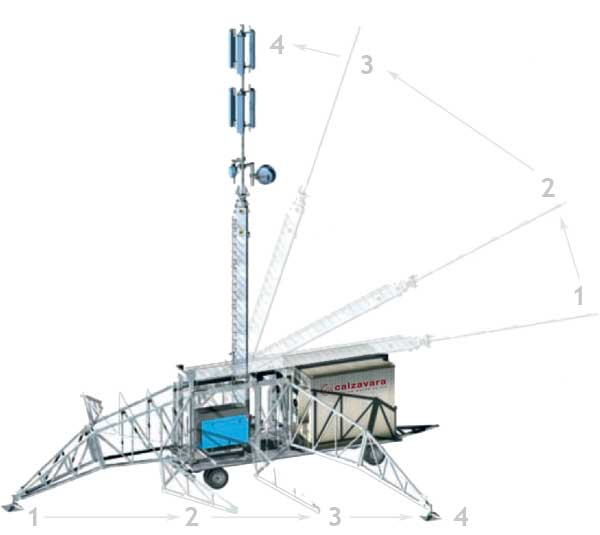
Station mobile: schéma de montage

Une station radio mobile est un site GSM constitué d’un pylône ainsi que d’ autres équipements électriques placés sur une remorque BTS conçu pour être une partie intégrante d’un réseau de téléphonie mobile.

## Service étendu ou d’'urgence
Les stations radio mobiles peuvent être utilisées pour augmenter la couverture où la puissance d’un réseau GSM pendant des évènements sportifs importants (Super Bowl, World Series, Rose Bowl), des conférences d’ envergure où dans des zones où se sont vérifiés des évènements catastrophiques (comme par exemple l’ouragan Katrina qui a bouleversé la côte du Golfe du Mexique aux États-Unis) dépourvues ou pourvues d’une zone de couverture endommagée.

Après les attentats du 11 septembre 2001 à New York, 36 stations radio mobiles ont été déployées dans le Bas Manhattan pour venir en aide à l’agence américaine de secours Federal Emergency Management Agency (FEMA) ainsi que pour assurer un service téléphonique pouvant venir en aide aux travailleurs opérant dans les environs.

En 2004 après que l’ouragan Charley avait détruit bon nombre de stations radio situées en Floride du Sud, le service GSM a été assuré par des stations mobiles.

En Janvier 2009, à l’occasion du discours d’ investiture du Président américain Barack Obama 26 stations radio mobiles furent déployées à Washington, D.C pour faire à l’affluence de millions de personnes et aux conversations téléphoniques se déroulant à l’intérieur ainsi que dans les environs de la National Mall.
 
Quand des problèmes financiers où des problèmes d'infrastructures s’opposent à la construction d’un site GSM permanent, les stations radio mobiles sont prises en considération par de nombreux opérateurs GSM comme des solutions à long terme. Il peut par exemple arriver qu’un opérateur GSM ait obtenu l’autorisation pour ériger un site GSM mais que la partie restante du budget retarde la construction du site d’un trimestre voir plus.

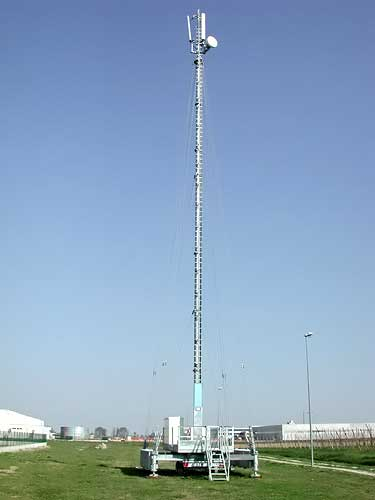
Stations radio mobiles pourvues de pylône tubulaire

Une équipe technique peut être en mesure de réaliser un site GSM dans un certain endroit avec un budget limité aux seuls coûts de leasing, d’ électricité où de backhaul. La décision d’utiliser une station radio mobile pour une période de temps plus prolongée peut être influencée par le propriétaire de la parcelle de terrain sur laquelle la station se trouve. Les installations sur les parcelles appartenant à l’État ou aux Forces Armées peuvent être de nature temporaire et donc exiger l’utilisation d’installations provisoires.
Toutes les stations radio mobiles ne sont pas faites de la même manière. De nombreuses stations radio mobiles se constituent d’une remorque, d’un conteneur dont la structure a été  modifiée pour héberger des appareils de communication ainsi que d’un pylône de télécommunication. Les pylônes de télécommunication varient de producteur à producteur : ils peuvent se différencier par leur structure (être haubanés où non haubanés, par exemple), leur système de déploiement, leurs critères de calcul, etc. De nombreuses stations mobiles ne protègent pas leurs appareils électriques contre les effets de la foudre où les coupures de courant. Le backhaul vers le réseau GSM peut s’effectuer par le biais d'antennes paraboliques, de systèmes satellitaires où par l’infrastructure câblée présente sur site.

## Station radio mobile dans un conteneur (CIAB, de l’Anglais Cell In A Box)
A l’instar des autres, les stations radio mobiles sur conteneur peuvent assurer un service GSM. La différence principale par rapport aux autres stations radio mobiles réside dans le fait qu’une station mobile de type CIAB est utilisée pour une période de temps plus prolongée.

## Station radio mobile sur camion léger (COLTs, de l’Anglais Cell on Light Truck)
Les stations radio mobiles de type COLT sont placées sur des camions légers ; par rapport aux autres stations radio mobiles elles sont en mesure d’ assurer un service plus limité.